# Bryobia chongqingensis
Bryobia chongqingensis är en spindeldjursart som beskrevs av Ma och Yuan 1981. Bryobia chongqingensis ingår i släktet Bryobia och familjen Tetranychidae. Inga underarter finns listade.